# I've been a bad, bad boy
I’ve been a bad bad boy is een single van Paul Jones. Paul Jones had een jaar voordat deze single uitgebracht werd afscheid genomen van de groep rondom Manfred Mann. Hij wilde een solocarrière beginnen. Dat liep spaak. Manfred Mann bleef nog een aantal jaren de hitparades bestijgen. Paul Jones was gedoemd tot de anonimiteit (als zanger). Hij probeerde het daarom als acteur. Een van de eerste films waarin hij speelde was Privilige. Die film handelde over een ... gedesillusioneerd popzanger. Bij die film hoorde het album Privilege Original Soundtrack Album, waarop ook deze hit van Paul Jones. Mike Leander had de algehele leiding over de muziek.

## Hitnotering
I've been a bad bad boy haalde in negen weken notering de vijfde plaats in de hitlijsten van het Verenigd Koninkrijk. Nederland kende toen nog maar één officiële hitparade, België kende nog geen hitparade.

### Nederlandse Top 40
| Positie: | 36 | 25 | 21 | 17 | 18 | 27 | 32 | uit |

### NPO Radio 2 Top 2000
I've been a bad, bad boy stond alleen in 2000 in de NPO Radio 2 Top 2000, op plek 1983.